# Clanculus ceylonicus
Clanculus ceylonicus is een slakkensoort uit de familie van de Trochidae. De wetenschappelijke naam van de soort is voor het eerst geldig gepubliceerd in 1869 door G. & H. Nevill.